# Anisocentropus tristis
Anisocentropus tristis är en nattsländeart som beskrevs av Georg Ulmer 1929. Anisocentropus tristis ingår i släktet Anisocentropus och familjen Calamoceratidae. Inga underarter finns listade i Catalogue of Life.